# Olta Boka
Pour les articles homonymes, voir Boka.
 (janvier 2017).
Si vous disposez d'ouvrages ou d'articles de référence ou si vous connaissez des sites web de qualité traitant du thème abordé ici, merci de compléter l'article en donnant les références utiles à sa vérifiabilité et en les liant à la section « Notes et références ».
Olta Boka (13 septembre 1991) est une chanteuse albanaise.

## Biographie
Elle représenta son pays au Concours Eurovision de la chanson 2008 avec la chanson Zemrën lamë peng. Elle a fini 17e sur 25 finalistes. 
Avec Lisa Andreas (ayant représenté Chypre en 2004), elle détient le record de la plus jeune interprète à ce concours, puisqu'elle n'avait pas encore atteint ses dix-sept ans lors de l'édition 2008. Elle a participé par 3 fois au festival albanais Kenga Magjike : en 2009 avec la chanson Jepu Me Zemer, en 2010 avec Mbete Nje Brenge et enfin en 2011 avec Anna.

## Discographie

### Albums
- 2001 : Të dy prindërit i dua
- 2007 : Zemrën e lamë peng
- 2009 : S'duhet të dua
- 2009 : Jepu me zemër
- 2010 : Mbete një brengë
- 2011 : Anna
- 2013 : E fundit tango
- 2014 : Ti më ke mua (avec Erik Lloshi)
- 2014 : Parfumi i tij
- 2016 : Rri edhe pak
- 2017 : Atij/asaj (avec Stiv Boka)